# Herb gminy Raków
Herb gminy Raków – symbol gminy Raków.

## Wygląd i symbolika
Herb przedstawia na tarczy w polu srebrnym czerwonego raka w słup. Jest to historyczny symbol miasta Raków, nawiązujący do herbu Warnia, którym posługiwali się jego założyciele.